# Sofia Open Challenger 1999
Il Sofia Open Challenger 1999, noto anche come BBB Open, è stato un torneo di tennis facente parte della categoria ATP Challenger Series nell'ambito dell'ATP Challenger Series 1999. Il torneo si è giocato a Sofia in Bulgaria dal 24 al 30 maggio 1999 su campi in terra rossa.

## Vincitori

### Singolare
Marcello Craca ha battuto in finale  Orlin Stanojčev con il punteggio di 7–6, 6–0

### Doppio
Tomas Behrend /  Karsten Braasch hanno battuto in finale  Simon Aspelin /  Tobias Hildebrand con il punteggio di 6–3, 6–4